# Nestlé Purina PetCare
Nestlé Purina PetCare é a divisão de ração animal da empresa suíça Nestlé. Resultou da fusão a 12 de dezembro de 2001 entre a Friskies PetCare Company da Nestlé e a norte-americana Ralston Purina Company. Nestlé Purina PetCare Company é uma empresa de alimentos para animais de estimação localizada em 801 Chouteau Ave, Downtown, St. Louis, Missouri.
Purina tem sua origem em 1894, quando o fundador William H. Danforth começou a produzir comida para vários animais de fazenda sob o nome Purina Mills. Mais tarde, em 1902, ele se uniu com o guru da saúde e visionário Webster Edgerly, fundador do Ralstonismo, que estava na época produzindo cereais para cafés-da-manhã, para formar a "Ralston-Purina Company".